# Разумов, Иван
Иван Разумов (род. 9 января 1972, Москва) — современный российский живописец, график и иллюстратор. Работы находятся в собрании Центра Помпиду в Париже.

## Биография
Иван Разумов родился в 1972 г. в Москве. Вырос в семье, связанной с искусством: дедушка — известный советский художник-график Фёдор Константинов, известный всем советским людям по картинке «Мцыри, борющийся с Барсом» в «Родной речи» 7 класса. Дядя ― художник-постановщик Владимир Лыков, который оформлял все телеспектакли 1970-80-х. Он художник таких фильмов, как «Приключения Электроника» и «Чародеи», например. С маминой стороны в семье все были художники — архитекторы, мультипликаторы, живописцы, сценографы и графики. Отец Ивана — физик-ядерщик, всю жизнь проработавший в закрытых научных институтах военно-промышленного комплекса СССР.
Разумов обучался на театрально-декорационных факультетах: в 1987—1991 — в Художественном училище памяти 1905 года, с 1991 — в Художественном институте имени В. И. Сурикова.
Вторую половину 90-х провел в основном в Санкт-Петербурге.

## Творчество
Основными лейтмотивами творчества являются столкновение, конфликт и эротизация образов советской, новой-российской и западноевропейской культур. В основе сюжетов — аллюзии на кинематографические и литературные эпизоды, психоаналитические теории, политические и социальные события, мифы популярной культуры. Художественный мир Разумова гротескный, саркастический и в то же время ностальгирующий и немного печальный.
Разумов успел поработать с главными концептуалистскими арт-группами 1990-х, в том числе «Медицинской герменевтикой», «ФенСо», «Кабинетом» и ПГ.
В 2016 году принял участие в аукционе Vladey «Всё по 100». На таких мероприятиях запрещено делать фотографии участников, поэтому организаторы попросили Ивана сделать скетчи торгов.

### Иллюстрирование
Иван Разумов известен своими рисунками к произведениям Пушкина, Маяковского, средневековой японской литературы — Сэй-Сёнагон и Мацуо Басё. По мнению критиков, стиль Разумова отличается отточенностью техники, продуманностью и вниманием к деталям.
В 2004 году Виктор Мазин выпустил книгу «Введение в Лакана» с рисунками Разумова. Находится в фонде Музея современного искусства «Гараж». В 2009 году Иван проиллюстрировал обложку первого номера нового психоаналитического журнала под редакцией Мазина «Лаканалия». Там он изобразил почти обнаженную девушку, которая читала Гегеля и направляла пистолет прямо на зрителя.
Иван Разумов долго и плотно сотрудничает с Павлом Пепперштейном. В 2006 году он проиллюстрировал его книгу «Свастика и Пентагон». Она находится в фонде Музея современного искусства «Гараж». Проиллюстрировал также книги Павла Пепперштейна «Военные рассказы» (2010), «Пражская ночь» (2011) и «Весна».
В 2008 году художник иллюстрирует книгу Юрия Гладильщикова «Справочник грёз. Путеводитель по новому кино».
В 2009 году началась работа с Виктором Шендеровичем. Результатом стали две книги — «Неснятое кино» (2009) и «Операция „Остров“» (2010).
В 2010 году команда инициаторов разработала концепцию карманных руководств по йоге и выпустила первую книгу в этой серии. Отличительной чертой проекта стало привлечение актуальных российских художников к оформлению изданий. Так, в книгах появились рисунки Антона Черняка и Дениса Салаутина. Иван Разумов тоже принял участие в выпуске трёх книг — Йога в кармане: «Женская практика» (2010), «Йога в кармане. Ноги» (2012), «Йога в кармане: Худей-ка» (2013).
Художник поучаствовал в создании трёх книг известной российской актрисы и писательницы Татьяны Бронзовой. В 2009 году это стала «Венера в русски мехах», в 2010 — «По дороге за мечтой» и, наконец, в 2014 — «Фуэте для полковника».
В 2015 году иллюстрации Ивана появились в книге «Искусство прокрастинации: как правильно тянуть время, лоботрясничать и откладывать на завтра» Джона Перри, переведенной на русский язык Дмитрием Симановским. Она так же находится в фонде Музея современного искусства «Гараж». В 2017 году книгу переиздали и вновь обратились за помощью к Ивану.

## Выставки
- 2019 с 28 июня по 31 августа — персональная выставка «Игры» в NK Gallery в Москве. Через серию живописных и графических работ, посвященных политическим и эротическим аспектам социальных и культурных игр, художник пригласил зрителя ответить на вечные вопросы.[15]

- 2019 — с 24 мая по 25 июля художник принял участие в групповой выставке «Профессионалки» в галерее «Тираж». На экспозиции были представлены фотографии конца XIX века, снятые Уильямом Голдманом в интерьерах роскошных публичных домов, и работы шести российских художников.[16]

- 2018 год с 23 января по 10 февраля — персональная выставка «Счастливая Москва» в арт-пространстве Vladey Space в Москве. Новым живописным проектом Разумова стала серия фантазий художника о родном городе. По словам автора, идея создания выставки была навеяна романом Андрея Платонова «Счастливая Москва».[17]
- 2017 год с 6 по 14 декабря — участие в проекте «Открытки от художников» в музее архитектуры имени А. В. Щусева во Флигеле Руина.[18]

- 2017 год с 16 мая по 16 июня — персональная выставка "Локальное потепление"в галерее Regina в ЦСИ Винзавод. В новом проекте Разумов вновь раскрыл образ Москвы и России, обращаясь к снам и коллективным иллюзиям, которые были получены от восприятия культуры и актуальных событий последних лет. Перед зрителем предстает Москва, какой её видит художник: полуразрушенный город, флора и фауна захватившие улицы и человек, покоренный стихией. Его спасает лишь подлинная теплота своего сердца, поэтому и потепление наступает только локальное.[19] «Это выставка порождена ненавистью к человечеству и желанием отомстить властям. Мы должны признать своё поражение, свою бессмысленность и то, что двуногим вообще не место на этой прекрасной Земле», — сообщает сам художник.[20]

- 2015 год с 1 июля по 5 августа — первая сольная выставка картин «10 снов о Москве» в галерее Regina в ЦСИ Винзавод.[21] В новом проекте речь идет о том, как впечатления, полученные от восприятия культуры и современности, преломляются и мутируют в сновидении, выявляя скрытые связи, конфликты и коллизии массового и индивидуального сознания.[22]

- 2014 год с 28 июня по 5 сентября — персональная выставка «Рисованные грезы одушевленного станка» в Музее сновидений Зигмунда Фрейда в Санкт-Петербурге. Выставка состояла из эскизов и набросков. Большинство из них были созданы художником спонтанно, без характерной для него скрупулёзности, они не задумывались как материал для экспозиции.[7] Царь-пушка стреляет по Царь-колоколу, избушка улетает в космос, сквозь Царскую башню Кремля течет газопровод. Все выглядит живо и слегка карикатурно, но при этом точно и смешно.[4]

- 2014 год состоялась совместная выставка Diaries Ивана Разумова и норвежского художника Пера Дибвига. Норвежец сохранил целую серию зарисовок после своего путешествия в Москву. Иван Разумов, в свою очередь, впервые открыл для зрителей свои личные альбомы. Выставка стала своеобразеой зарисовкой из повседневной жизни. В ней можно было увидеть попытки описать национальный характер с помощью двух различных творческих характеров разного происхождения.[23] На выставке были представлены некоторые работы Разумова, находящиеся в центре Помпиду.[24]
- 2012 — участие в выставке, посвященной 50-летию выхода на экраны фильма «Доктор Ноу» в галерее «На Солянке». Иван нарисовал на стене коллекцию купальников и бикини.[25]

- 2010 год — совместная выставка с Павлом Пепперштейном по рисункам из книги «Весна».[26]

## Отзывы и критика
- «Творчество Разумова отличается не только запредельно отточенной техникой, глубоким знанием художественной традиции, но и невероятной чувствительностью к актуальным событиям…».[5] — Виктор Мазин, основатель Музея сновидений Зигмунда Фрейда.

## Работы
- В 2016 году на аукционе Vladey «Всё по 100» картина Old-school cool ушла с торгов за 6,500 евро неизвестному владельцу.[6]